# ヴィラーゴ (駆逐艦)
ヴィラーゴ (HMS Virago, R75/F76) は、イギリス海軍の駆逐艦。V級。艦名のヴィラーゴ（Virago）は「口やかましい女」または「女傑、女戦士」という意味の名詞であるが、この場合は後者を指す。「ヴィラーゴ」の名を持つ艦としては四代目にあたる。

## 艦歴
ヴィラーゴはタイン・アンド・ウィアのスワン・ハンター社で1942年2月16日に起工、1943年2月4日進水、1943年11月5日に艦長アーチボルド・ジョン・ラムゼー・ホワイト少佐の指揮の下で就役した。

### 北極海の戦い
スカパ・フローでの錬成訓練の後、ヴィラーゴは本国艦隊第26駆逐艦戦隊（26th Destroyer Flotilla）に配属された。配属後は1944年にかけて北極海を行く援ソ船団の護衛に従事し、JW55A船団、RA55船団、JW55B船団、JW56A船団、JW56B船団の護衛を実施した。
そしてJW55B船団の護衛として参加していたヴィラーゴは、1943年12月26日に北岬沖海戦に参加。ヴィラーゴは他の駆逐艦と共に、戦艦デューク・オブ・ヨークらとの砲戦で酷く損傷したドイツ海軍の戦艦シャルンホルストに接近し魚雷を発射、ついにシャルンホルストを撃沈した。
1944年4月にはJW58船団、RA58船団、RA59船団の護衛を行うと共に、タングステン作戦に参加。ヴィラーゴは戦艦ティルピッツを攻撃する空母ヴィクトリアス、フューリアス、護衛空母サーチャー、エンペラー、パーシュアー、フェンサー、戦艦デューク・オブ・ヨーク、アンソンらからなる機動部隊を護衛した。

### ノルマンディー上陸作戦
1944年6月にヴィラーゴはノルマンディー上陸作戦に参加、6月6日の上陸初日にヴィラーゴは、ソードビーチへ向かう揚陸指揮艦ラーグス、3隻の歩兵揚陸艇（LSI）、1隻の上陸支援艇などからなるS70W船団を駆逐艦ヴェルラム、ケルヴィン、エグリントンそして5隻の高速魚雷艇（MTB）と共に護衛。上陸後は地上部隊への支援砲撃や上陸船団の警戒に従事した。
8月にヴィラーゴはモルデ地域への航空機による機雷敷設を行う空母インディファティガブル、護衛空母ネイボブ、トランペッターなどを護衛（オフスプリング作戦）。
9月から10月にかけてヴィラーゴは再び援ソ船団の護衛に従事し、JW60船団、RA60船団を戦艦ロドニー、護衛空母カンパニア、ストライカーらと護衛した。その後極東への配備が決まったヴィラーゴは12月に第26駆逐艦戦隊の僚艦と共にインド洋へ向かった。

### 極東
1945年に入ると、ヴィラーゴを含む第26駆逐艦戦隊は東インド諸島艦隊に配属となりインド洋とビルマ沿岸で行動を始める。2月24日にマラッカ海峡周辺の航空写真偵察を行う護衛空母エンプレスとアミールを軽巡洋艦ケニアらと護衛した（ステーシー作戦）。
3月26日、ヴィラーゴと旗艦ソーマレス、ヴォラージ、ヴィジラントの4隻は輸送船天塩丸（397t、日本海洋漁業統制）及び利水丸（914t、捕獲船：元英海軍特設哨戒艇HMS Lipis）の2隻と護衛の「第三十四号駆潜艇」、「第六十三号駆潜艇」からなる日本の船団を攻撃し全滅させた（オンボード作戦）。
以降、ヴィラーゴらは4月から5月にかけてビルマ沿岸での支援や友軍艦艇の護衛を実施。一連の活動にはラングーンへの上陸援護（ドラキュラ作戦）、第21空母戦隊（21st Aircraft Carrier Squadron）の4隻の護衛空母（ハンター、ストーカー、エンペラー、ケディーヴ）と戦艦クイーン・エリザベス、フランス海軍のリシュリューらによるビルマ沿岸への空襲（サンフィッシュ作戦）、ビルマ周辺の日本の船団に対する捜索・攻撃（ミトラ作戦）などが含まれる。
5月16日の夜、マンリー・ロレンス・パワー大佐率いる第26駆逐艦戦隊は、アンダマン諸島へ物資を輸送中の重巡洋艦羽黒と駆逐艦神風をマレー半島ペナン島沖において捕捉。旗艦ソーマレス、ヴォラージ、ヴィジラント、ヴィーナスそしてヴィラーゴの5隻は夜戦の末に羽黒を撃沈し神風に損傷を負わせた（ペナン沖海戦）。

### 戦後
7月から8月にかけてヴィラーゴらはマレー半島への上陸作戦であるジッパー作戦の準備を行うが、作戦は日本が降伏したことで中止となった。
1945年9月にヴィラーゴはマレー半島の再占領任務に加わり、以降しばらくの間香港を拠点にする。同年12月11日にチャタムへ帰還し、翌1946年に地中海艦隊第3駆逐艦戦隊（3rd Destroyer Flotilla）配備となる。1946年8月2日にヴィラーゴとヴィーナスは、パレスチナのハイファで爆発・炎上の末沈没したタンカーエンパイア・クロスの救援活動に従事した。ヴィラーゴは1949年に本国へ帰還しチャタムで予備役に編入された。
ヴィラーゴは1951年から1953年にかけて15型フリゲートに改修された。改装後は本国艦隊第6フリゲート戦隊（6th Frigate Squadron）に配属となり、1953年にはエリザベス2世女王の戴冠に伴う観艦式に参加している。ヴィラーゴは2年間活動した後再度予備役に編入された。1962年に第17フリゲート戦隊（17th Frigate Squadron）で短期間現役復帰するが、翌1963年にヴィラーゴは廃棄リストに載り、スクラップとしてブリティッシュ・アイアン・アンド・スチール・コーポレーション（BISCO）に売却、曳航されたヴィラーゴは1965年6月4日にファスレーンの解体地へ到着した。

## 栄典
ヴィラーゴは生涯で5個の戦闘名誉章(Battle Honour)を受章した。
Arctic 1943-44 ・ North Cape 1943 ・ Normandy 1944 ・ Malaya 1945 ・ Burma 1945